# Horváth Lajos (labdarúgó, 1938)
Horváth Lajos (Budapest, 1938. február 24. – 2019. január 28.) magyar labdarúgó, hátvéd, technikai vezető. A sportsajtóban Horváth II néven ismert.

## Pályafutása
1958 és 1968 között a Videoton labdarúgója volt. 1958 és 1967 között az NB II-ben illetve az NB I/B-ben szerepelt a csapatban. Ez idő alatt 235 bajnoki mérkőzésen lépett a pályára és négy gólt szerzett. Tagja volt az 1967-es idényben az első osztályú szereplést először kiharcoló csapatnak. Az élvonalban három alkalommal szerepelt, majd visszavonult az aktív labdarúgástól. 1969 és 1979 között technikai vezetőként dolgozott a klubnál.

## Sikerei, díjai
- NB I/B
  - 2.: 1967